# Tahini

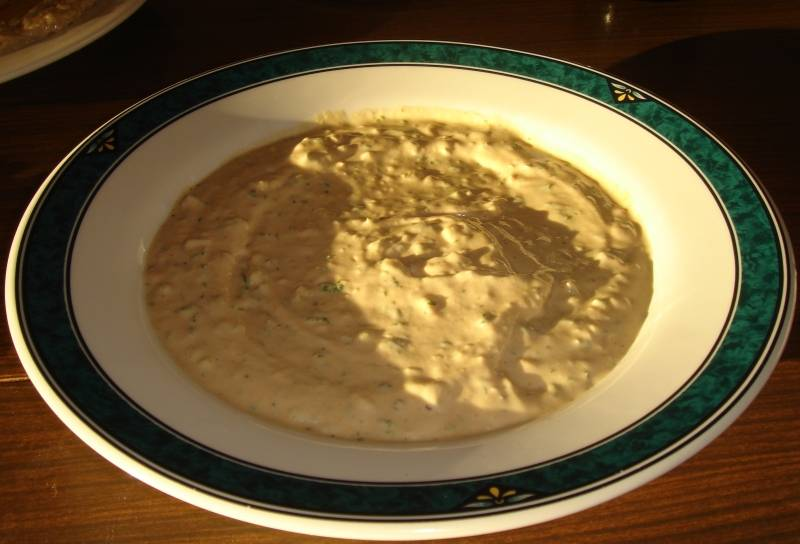
Tahina casera.

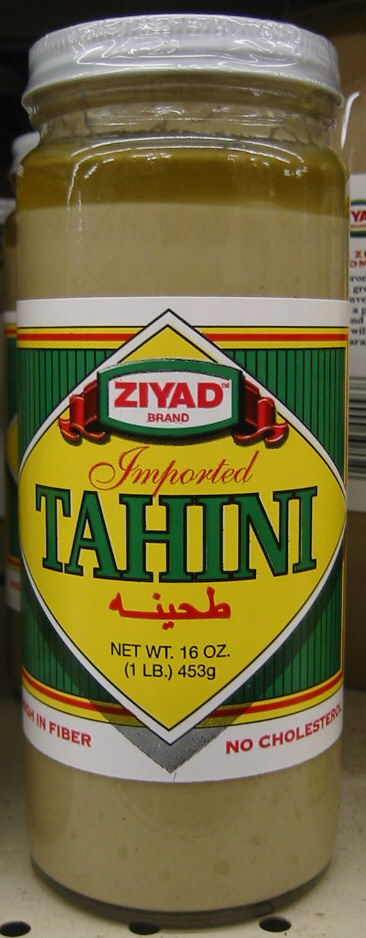
Tahini en frasco, con separación natural de aceite visible arriba

La tahina (en árabe clásico, moderno y la mayoría de árabes dialectales, طَحِينَة ṭaḥīna), también conocido como tahine (en árabe levantino), tahin (en turco), tahini (en griego, ταχίνι e internacionalmente) o arde (en persa, ارده) es una pasta aceitosa hecha a partir de asar, descascarar y moler semillas de sésamo o ajonjolí, y es usado como ingrediente de cocina en multitud de platos, salsas o postres típicos de Oriente Medio.
El tahine originalmente no lleva más que sésamo molido, aunque una salsa de tahine común incluye además ajo, jugo de limón, yogur, sal y pimienta. La salsa de tahine se sirve para acompañar o a su vez como ingrediente de otros platos. Un plato famoso que incluye tahine es el hummus bit-tahine (internacionalmente conocido simplemente como hummus), pero también la salata hummus, el fattet hummus, la  msabbaha, el baba ganush, el mutabbal o la halva.

## Etimología
Se puede encontrar escrito como tahina, tahine, tahini o tahín. Proviene de la raíz árabe ط ح ن (ṭ-ḥ-n), 'molido'. En el árabe clásico y casi todas las variedades dialectales del árabe se pronuncia ṭaḥīna (طحينة), mientras que la palabra con -i o -e final se corresponde con la pronunciación coloquial del árabe levantino.

## Historia
La primera mención de la tahina se encuentra en un documento escrito hace 4 mil años en escritura cuneiforme, donde se describe la costumbre de ofrecer vino de sésamo a los dioses. El historiador Heródoto escribe sobre el cultivo de sésamo hace 3 mil 500 años en la región de Mesopotamia, entre los ríos Tigris y Éufrates, en el actual Irak. Se utilizó principalmente como agente graso, similar a un aceite vegetal.
La tahina se menciona como ingrediente en el hummus kasa, una receta transcrita en un libro de cocina Kitab Wasf al-Atima al-Mutada, del XIII. La pasta de sésamo también es ingrediente de algunos platos chinos, coreanos y japoneses.

## Salsa
La salsa de tahina está compuesta de:
- Pasta de tahini: sésamo (preferentemente tostado) molido, al que se añade líquido (agua, aceite de semillas o aceite de oliva) y una pizca de sal
- Dientes de ajo triturados
- Sal
- Zumo de limón
- Perejil, finamente picado (opcional)
- Cominos

## Empleo

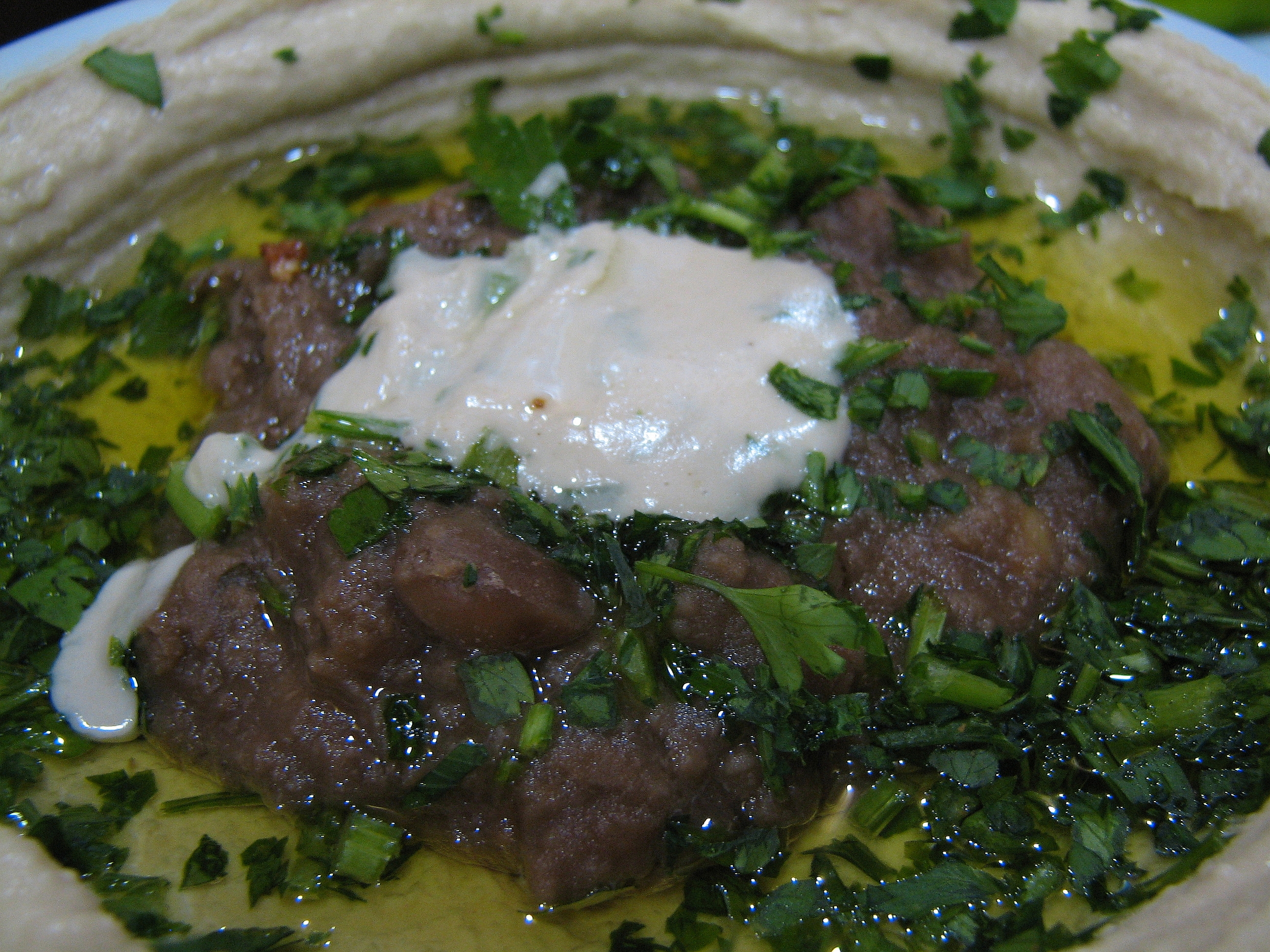
Plato de hummus y ful, rematado con tahina, aceite de oliva, y adornado con perejil picado

Es un ingrediente esencial del hummus (puré de garbanzos) y del baba ganush (puré de berenjenas). Puede tomarse también untada en pan (principalmente, en pan de pita) y aliñada, y con frecuencia se diluye en jugo de limón y agua, con adición opcional de ajo, para formar una salsa que acompaña diversos platos, como las brochetas de carne (los llamados pinchos morunos), la carne asada (shawarma), las croquetas de garbanzos o habas (faláfel), ensaladas, etc. 
En Turquía, la tahina mezclada con pekmez (un tipo de jarabe o sirope) se consume comúnmente como parte del desayuno en invierno.
Es el ingrediente principal del halva de tipo Mediterráneo y Balcánico.